# 대한매일신보

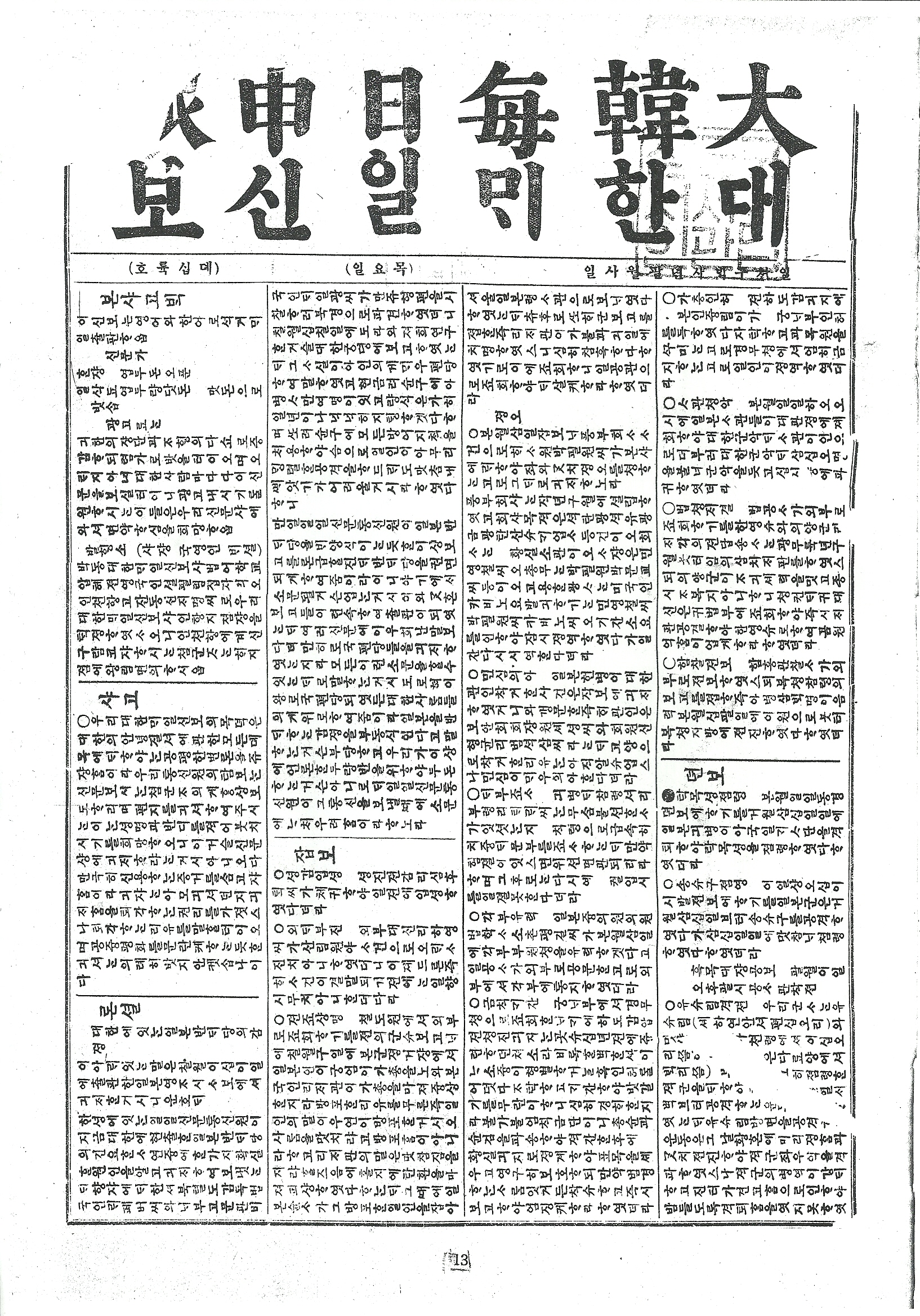
대한매일신보 창간호

《대한매일신보(大韓每日申報)》는 1904년 2월에 일어난 러일전쟁을 취재하기 위해 대한제국에 특파원으로 머무르던 영국인 어니스트 베델이 양기탁을 비롯해 민족 진영 인사들에게 도움받아 1904년 7월 18일에 창간한 신문으로서 이후 서울신문의 전신인 일제강점기시대에 매일신보로 바뀌었다.
대한매일신보는 사장이 영국인 어니스트 베델이었기에 통감부에게 검열받지 않고 항일 논설을 자유롭게 실을 수 있어 일반 민중의 지지도가 높았고 발행 부수도 가장 많았다. 영문판의 제호는 《The Korea Daily News》였다. 주요 논설진으로는 양기탁 외에 신채호·박은식·장도빈 등이 있었다. 양기탁이 편집과 경영의 실질적 책임을 지고 있었으며 주요 논설의 대부분 역시 그에 의해 집필되었다. 신채호와 박은식을 비롯해 애국지사들의 논설도 많이 실었다. 대한매일신보는 국채보상운동에 참여해 애국운동을 주도했고 1907년 4월에는 국채보상지원금총합소를 설치했다. 항일 논설을 이용해 일제의 침략을 비판하며 항일 논조를 견지했으며, 조선인의 민족의식을 고양하여 신교육 및 애국계몽운동에도 영향을 주었다.
1907년 국채보상운동의 중심체 역할을 자임했고 통감부의 방해에도 1910년 한일병합 이전까지 고종의 강제 퇴위와 대한제국 군대 해산의 부당성을 비판하는 등 항일 활동을 계속하였다. 대한매일신보가 일제의 침략 전쟁에 정면으로 저항하자 일제는 창간주 어니스트 베델을 1907년과 1908년 2차례에 걸쳐 재판에 회부했다. 실질적 책임자인 양기탁도 국채보상의연금을 횡령했다는 혐의로 재판에 회부되었으나 결국 무죄로 석방되었다. 1908년 5월 27일부터는 발행인 명의가 영국인 앨프리드 W. 마넘(萬咸(만함), Alfred W. Marnham)으로 바뀌었다.
1909년 5월 1일 어니스트 베델이 서거하고서 1910년 5월 21일에는 통감부에 매수된 뒤부터 통감부의 기관지가 되었다. 1910년 6월 1일부터는 발행인이 이장훈으로 변경되었고 1910년 8월 29일 한일 병합 조약 체결 이후에 조선총독부의 기관지 《매일신보(每日申報)》로 전환되었다.

## 같이 보기
- 어니스트 베델
- 매일신보